# Perscheloribates abbreviatus
Perscheloribates abbreviatus är en kvalsterart som först beskrevs av Wallwork 1977.  Perscheloribates abbreviatus ingår i släktet Perscheloribates och familjen Scheloribatidae. Inga underarter finns listade i Catalogue of Life.